# Stavby mládeže

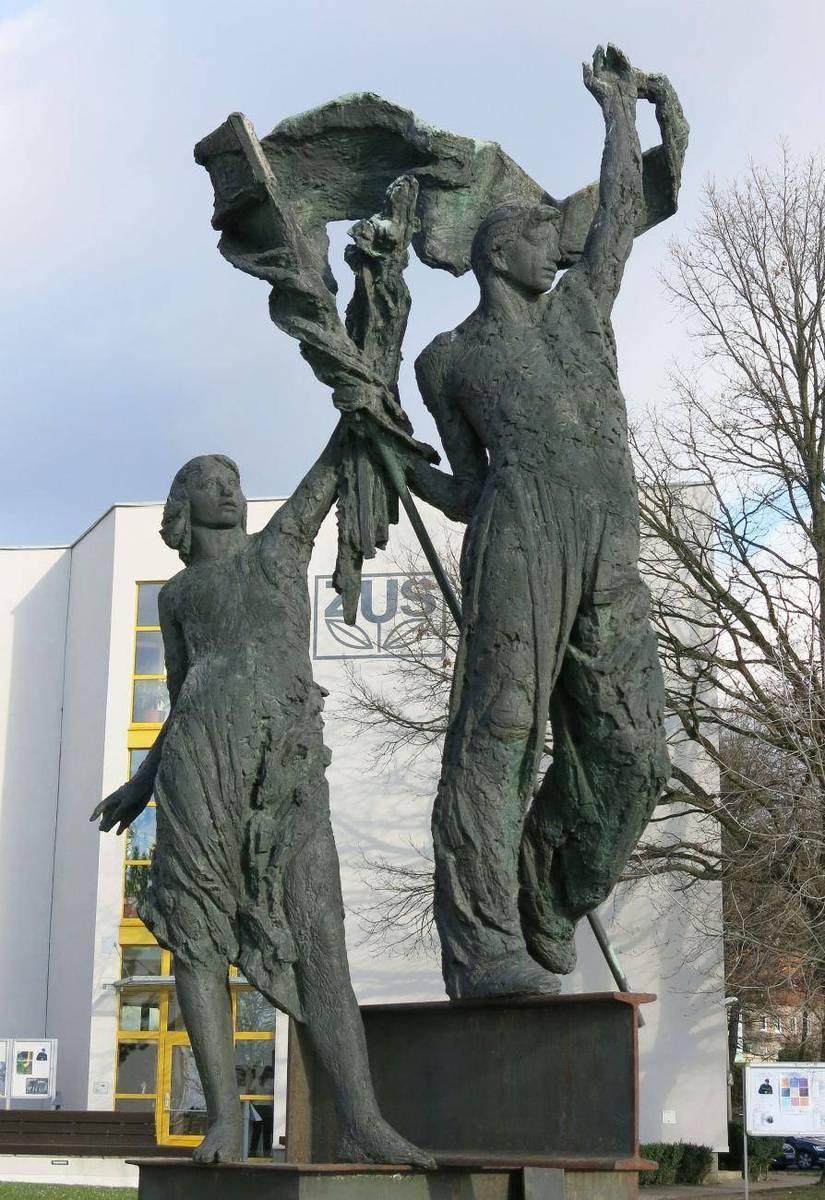
Socha budovatelů stavby mládeže v Litvínově, autor Stanislav Hanzík

Stavby mládeže byl symbolický název pro stavby v Československu, zejména v letech 1947–1957, na kterých se podílela formou dobrovolné (brigádnické) práce „uvědomělá“ mládež. Komunistický režim tyto stavby podporoval a propagoval, protože měly dokazovat „budovatelské nadšení a oddanost mladých lidí socialismu a zároveň sloužily jako nástroj k jejich ovlivňování“.

## První stavby mládeže
Dne 20. listopadu 1946 schválil výkonný výbor Ústředí mládeže (později ČSM, předchůdce SSM) brigády mládežníků na stavbách. První stavba, která začala v Česku v únoru 1947, byla výstavba bytů v Mostě a Litvínově. První stavba na Slovensku začala v květnu 1947, kdy ve vypálené obci Baláže pomohli mládežníci postavit 39 nových domů.

## Od roku 1948

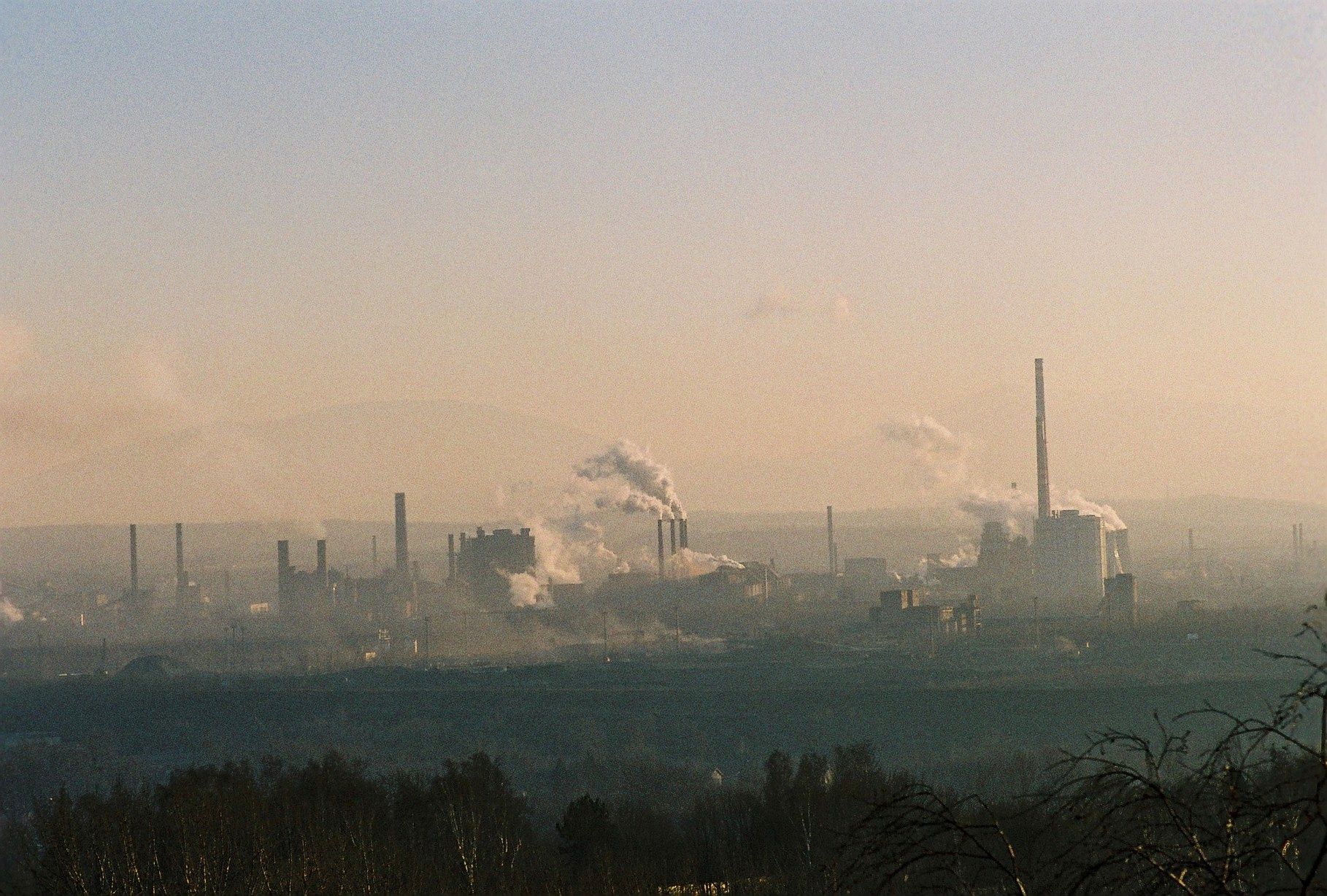
Nová huť

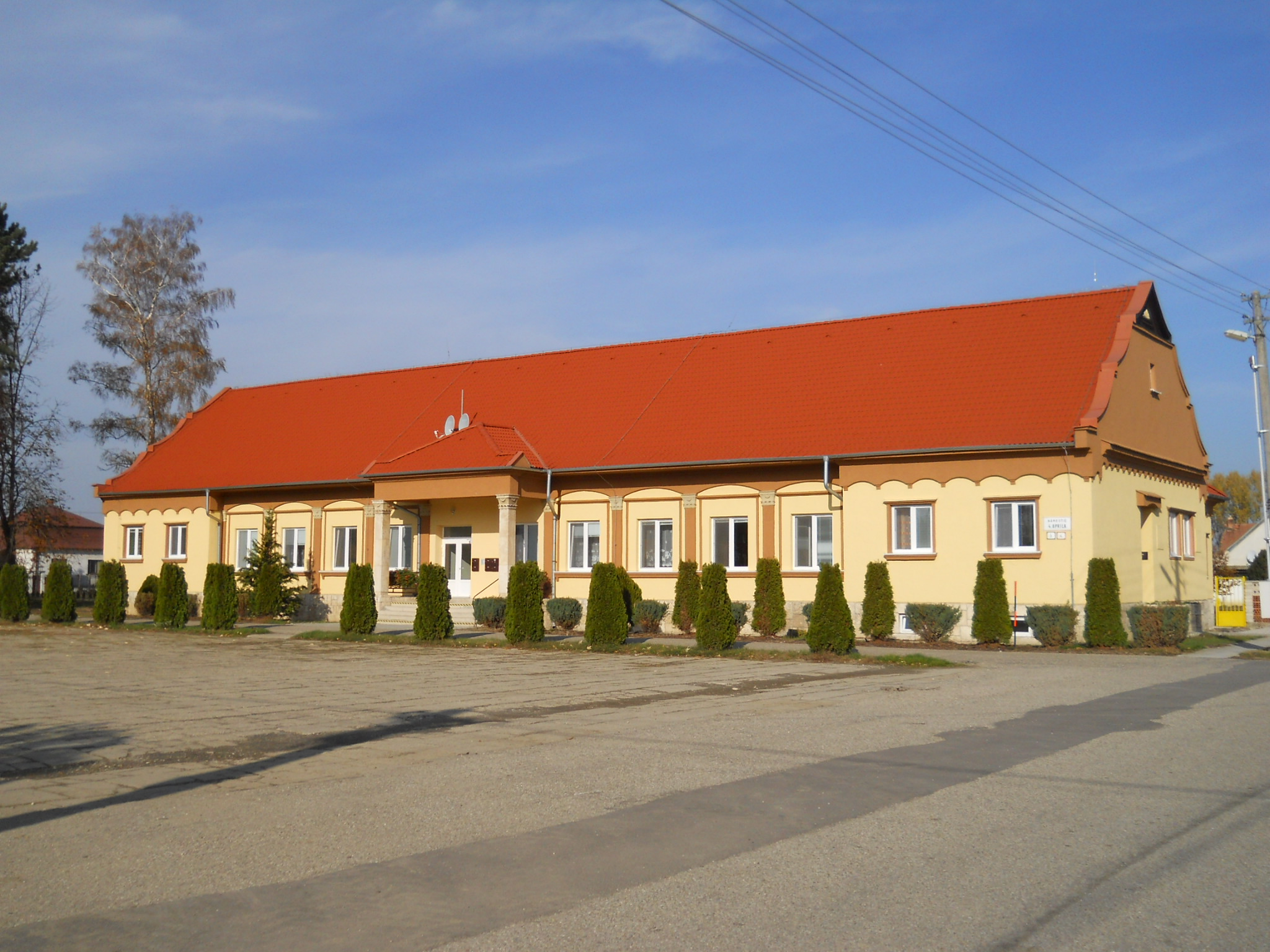
Dedina Mládeže

Rozmach staveb mládeže nastal po komunistickém převratu v únoru 1948. Mezi další významné stavby mládeže patřily v Česku:
- železniční trať Vizovice – Horní Lideč,
- v roce 1949 trať Havlíčkův Brod – Brno a Slapská přehrada,
- od roku 1950 pak Nová huť Klementa Gottwalda v jižní části Ostravy.

Na Slovensku se stavěly:
- železniční trať Hronská Dúbrava – Banská Štiavnica, začátek výstavby 1. dubna 1948,[4]
- Dedina Mládeže (obec v okrese Komárno), založená 4. dubna 1949,
- v roce 1949 se mládežníci zavázali ke stavbě Trati družby (zdvojkolejnění úseku železnice Slovenské Nové Mesto – Kráľovský Chlmec, Kuzmice – Michaľany v celkové délce 36 km),
- a v roce 1950 to byla Přehrada mládeže u obce Nosice u Púchova.

## Druhá etapa
V roce 1952 byla koncepce staveb mládeže kritizována stranickými orgány a organizace staveb se poté (v letech 1953–1956) omezila na menší stavby, například zakládání státních statků v pohraničních oblastech, zúrodnění ladem ležící půdy, apod. Po XI. sjezdu KSČ v roce 1958 se už nepokračovalo v dlouhodobých brigádách, plně zabezpečovaných mládežníky, ale stavby se budovaly na základě dohody „mládežníků“ se stavebními firmami, s převzetím „patronátu“ stavební firmou a se závazkem zajistit péči o brigádníky. V této etapě šlo v Česku o tyto stavby:
- druhá etapa Nové hutě K. Gottwalda,
- kaučukárna v Kralupech,
- drůbežárna v Xaverově,
- tepelná elektrárna Tušimice (od 1970 Tušimice II),[6]
- meliorační práce,

a na Slovensku:
- Přehrada mládeže u obce Nosice u Púchova byla dokončená až v roce 1957,
- mládežnický důl v Mlynkách,
- rekonstrukce strojírenského závodu Železárny Podbrezová,
- patronát v Dole Nováky,
- Železárny Košice,
- širokorozchodná trať,
- základní škola v Nemecké (1970),
- kravín ve Dvorech nad Žitavou.

Podle oficiálních zdrojů byly dalšími stavbami krajské a místní stavby mládeže a SSM pořádalo každý rok tzv. letní aktivitu studentů. Zajímavostí je, že od roku 1971 měla mládež ze Slovenska jezdit na brigády do Čech (Tušimice, Mělník, Pražský hrad). Na druhé straně, na výstavbě panelového sídliště Petržalka v Bratislavě se podíleli mládežníci z několika zemí (i z Finska, Bulharska, SSSR).